# 1899년과 1907년 헤이그 협약
1899년과 1907년 헤이그 협약(Hague Conventions of 1899 and 1907)은 네덜란드 헤이그에서 열린 두 차례의 국제 평화 회의에서 협상된 일련의 국제 조약 및 선언이다. 제네바 협약과 함께 헤이그 협약은 세속 국제법 본문에서 전쟁법과 전쟁범죄에 대한 최초의 공식 선언문 중 하나였다. 세 번째 회의는 1914년에 계획되었고 나중에 1915년으로 일정이 변경되었지만 제1차 세계 대전의 발발로 인해 개최되지 않았다.

## 같이 보기
- 반군국주의
- 헤이그 특사 사건
- 군국주의
- 세계정부